# Kloster Marienborn (Lütgendortmund)

Kloster Marienborn

Das Kloster Marienborn war ein Kloster im Dortmunder Stadtteil Lütgendortmund.

## Geschichte
Das Kloster wurde 1295 auf dem von Hermann Goldacker angekauften Gut während der Beguinenbewegung errichtet. Hier lebten zunächst Beginen unter einer von ihnen frei gewählten Vorsteherin ohne Klostergelübde. Später war es zunächst ein Prämonstratenser-, dann ein Franziskanerinnen-Kloster.
Die Gründung des Klosters ist einer ortsansässigen Familie zuzuschreiben, die ihre Töchter nicht verheiraten konnte. Das Kloster war dem Stift Werden zugeordnet und war hier abgabenpflichtig.
Wegen Baufälligkeit wurde das Kloster zu Beginn des 18. Jahrhunderts abgerissen. Nur eine Grundmauer des alten Baus ist noch vorhanden. Darauf wurde 1725 ein neues Kloster errichtet. Daneben stand eine kleine Klosterkirche, in der die katholische Gemeinde bis zum Bau der Pfarrkirche im Jahre 1892 Gottesdienste abhielt.
Während der französischen Herrschaft im Jahre 1809 wurde das Kloster aufgelöst. Später wurde es als Schule benutzt. Heute ist es Sitz des Bezirksjugendheims, des Kinderhortes und der Stadtbücherei. An das Kloster erinnern zwei Straßennamen, die Beguinenstraße und die Marienbornstraße. Es ist als Baudenkmal in die Denkmalliste der Stadt Dortmund eingetragen.